# شرکت پیراحفاری ایران
شرکت پیراحفاری ایران شرکت خدمات مهندسی ایرانی است، که در زمینه ارائه خدمات حفاری، خدمات سرچاهی، اسیدکاری، سیمان‌کاری و لوله‌گذاری، همچنین تعمیر و نگهداری تجهیزات جانبی حفاری، فعالیت می‌کند.
شرکت پیراحفاری ایران در سال ۱۳۸۲ به‌عنوان شرکت تابعه‌ای از شرکت ملی مناطق نفت‌خیز جنوب و از تجهیزات و دارایی‌های بخش حفاری آن، تأسیس شد. این شرکت در حال حاضر مالک ۳ دکل حفاری، ۴ دکل تعمیرات، ۱۴ دستگاه چاه‌پیمایی، ۶ دستگاه لوله‌مغزی، ۷ دستگاه پمپ تراک سیمان‌کاری، اسیدکاری و تزریق نیتروژن می‌باشد. دفتر مرکزی شرکت پیراحفاری ایران در شهر اهواز قرار دارد.

## تاریخچه
ریشه‌های تأسیس این شرکت به اسفند ۱۳۷۷ و راه‌اندازی شرکت ماشین‌آلات صنعتی و ساختمانی نفت بازمی‌گردد، که توسط شرکت ملی نفت ایران و از دارایی‌های بخش خدمات سرچاهی، تعمیرات و نگهداری دکل‌های حفاری شرکت ملی مناطق نفت‌خیز جنوب تشکیل شد. در خرداد ۱۳۸۲ اساسنامه و ساختار اداری این شرکت مورد بازنگری قرار گرفت و نام آن به شرکت پیراحفاری ایران تغییر پیدا کرد. این شرکت فعالیت عملیاتی خود را از تاریخ ۳ اسفند ۱۳۸۲ به‌طور رسمی، به‌عنوان یک شرکت سهامی خاص و زیرمجموعه‌ای از شرکت ملی مناطق نفت‌خیز جنوب آغاز نمود.
بمنظور اجرای سیاست‌های اصل ۴۴ قانون اساسی، شرکت پیراحفاری ایران، در سال ۱۳۸۴ در فهرست ارائه شده به سازمان خصوصی‌سازی، توسط وزارت نفت ایران، قرار گرفت و در سال ۱۳۸۵ بنا بود این شرکت نیز به همراه شمار زیادی از شرکت‌های نفتی، در یک برنامه زمانی ۴ ساله، کلیه سهام آن، به بخش خصوصی واگذار گردد. در سال ۱۳۸۹ اندکی پیش از رسیدن تاریخ واگذاری، وزارت نفت ایران اعلام نمود که شرکت‌های فعال در بخش بالادستی صنعت نفت، به‌طور موقت، از قانون خصوصی‌سازی مستثنی می‌شوند، که با توجه به نوع فعالیت شرکت پیراحفاری ایران، واگذاری سهام آن، به سال‌های بعد موکول شد. در نهایت شرکت پیراحفاری ایران در سال ۱۳۹۲ به‌طور کامل از فهرست شرکت‌های قابل واگذاری به بخش خصوصی خارج گشت. این شرکت هم‌اکنون به عنوان یک شرکت سهامی خاص، که کلیه سهام آن در اختیار شرکت ملی مناطق نفت‌خیز جنوب می‌باشد، به فعالیت خود ادامه می‌دهد.

## نمودار سازمانی
سازمان اداری و تشکیلاتی شرکت پیراحفاری ایران، در قالب بنگاه‌داری اقتصادی، از دو بخش زیر تشکیل شده‌است:
- مدیریت‌ها
- ادارات ستادی

### مدیریت‌ها
مدیریت‌های شرکت پیراحفاری ایران که وظیفه هدایت و راهبری فعالیت‌های شرکت را برعهده دارند، از ۵ بخش اصلی تشکیل شده‌است:
- مدیریت امور فنی و مهندسی: حسنعلی رویوران
- مدیریت عملیات: حبیب کیانپور
- مدیریت برنامه‌ریزی: عبدالمهدی حیدری
- مدیریت امور مالی: محمد علی احمدی
- مدیریت منابع انسانی: نایب براتی[۶]

### ادارات ستادی
ادارات ستادی شرکت پیراحفاری ایران که بخش خدماتی و عملیات جانبی شرکت را برعهده دارند، از ۶ شاخه اصلی تشکیل شده‌است:
- روابط عمومی
- مهندسی سیستم‌ها و بهره‌وری
- امور حقوقی و قراردادها
- تدارکات و امور کالا
- سازمان حراست.
- ایمنی و کنترل محیط[۷]

## حوزه عملیاتی
شرکت پیراحفاری ایران یکی از شرکت‌های تابعه شرکت ملی مناطق نفتخیز جنوب است، که مرکز آن در اهواز در جنوب غربی ایران مستقر می‌باشد. این شرکت با استفاده از شبکه جامع نیروی انسانی شامل ۵۲۹ سمت سازمانی و ۲۰۰ نیروی پیمانی، خدمات سرچاهی، عملیات درون چاهی، رفع مشکلات چاه‌های تولیدی نفت و گاز را با بکار گرفتن دکل‌های تعمیراتی، دستگاه‌های چاه‌پیمایی و دستگاه‌های لوله‌مغزی سیار، به همراه پمپ‌های سیمانکاری، اسیدکاری و تزریق نیتروژن، ارائه می‌نماید.
این شرکت خدمات خود را در حوزه فعالیت شرکت ملی مناطق نفت‌خیز جنوب شامل ۵ شرکت تولیدی نفت و گاز تابعه؛ شرکت بهره‌برداری نفت و گاز کارون، شرکت بهره‌برداری نفت و گاز مارون، شرکت بهره‌برداری نفت و گاز گچساران، شرکت بهره‌برداری نفت و گاز آغاجاری و شرکت بهره‌برداری نفت و گاز مسجدسلیمان، ارائه می‌دهد. شرکت پیراحفاری ایران همچنین در بخشی از حوزه عملیاتی شرکت نفت مناطق مرکزی ایران و دو شرکت تولیدی زیرمجموعه آن؛ شرکت نفت و گاز زاگرس جنوبی و شرکت نفت و گاز غرب، (در عملیات توسعه میدان گازی تابناک، میدان گازی کیش، میدان گازی شانول، میدان گازی وراوی و میدان گازی هما) نیز فعالیت می‌نماید. حوزه عملیاتی شرکت پیراحفاری دارای بیش از ۳۰۰۰ حلقه چاه نفت و گاز، در ۵۰ میدان کوچک و بزرگ گازی و نفتی، در محدوده‌ای به وسعت بیش از ۶۰۰ هزار کیلومتر مربع، در ۶ استان کشور، شامل استان فارس، استان خوزستان، استان بوشهر، استان کهگیلویه و بویراحمد، استان قم و استان ایلام تحت پوشش قرار می‌دهد.
شرکت پیراحفاری ایران همچنین، با شرکت نفت و گاز پارس در پروژه تکمیل چاه‌های فاز ۱ پارس جنوبی مشارکت داشته‌است. این شرکت در حال حاضر در پروژه‌های توسعه میدان نفتی یادآوران، میدان آزادگان و میدان نفتی یاران؛ با شرکت مهندسی و توسعه نفت ایران نیز همکاری دارد. شرکت پیراحفاری ایران با مشارکت شرکت ملی حفاری ایران، خدمات جانبی و پشتیبانی حفاری، در محدوده جغرافیایی از غرب کشور تا جزیره قشم را نیز ارائه می‌نماید.

## شرکت‌های طرف قرارداد
- شرکت ملی مناطق نفت‌خیز جنوب
  - شرکت بهره‌برداری نفت و گاز کارون
  - شرکت بهره‌برداری نفت و گاز مارون
  - شرکت بهره‌برداری نفت و گاز گچساران
  - شرکت بهره‌برداری نفت و گاز آغاجاری
  - شرکت بهره‌برداری نفت و گاز مسجدسلیمان
- شرکت نفت مناطق مرکزی ایران
  - شرکت نفت و گاز زاگرس جنوبی
  - شرکت نفت و گاز غرب
- شرکت نفت و گاز پارس
- شرکت مهندسی و توسعه نفت ایران[۱۱]

## تجهیزات
شرکت پیراحفاری ایران در حال حاضر با ۵۲۹ نیروی رسمی و ۲۰۰ نیروی پیمانکاری، در مجموع دارای ۷۲۹ نفر نیروی انسانی می‌باشد و با استفاده از تجهیزات زیر، خدمات خود را ارائه می‌نماید:
- ۳ دکل تعمیراتی
- ۶ دستگاه لوله مغزی سیار
- ۱ دکل مکشی
- ۱ دکل چاه پیمایی
- ۳ پمپ تزریق نیتروژن
- ۶ مخزن حمل نیتروژن
- ۴ دستگاه سیمانکاری و اسیدکاری
- ۱۱ دستگاه کامیون چاه‌پیمایی
- ۹ دستگاه جرثقیل
- تجهیزات کارگاهی سیار، موتورها، ژنراتورها، پمپ‌ها و دستگاه‌های اندازه‌گیری[۱۳]

## زمینه فعالیت
زمینه فعالیت شرکت پیراحفاری ایران، بشرح زیر می‌باشد:
- عملیات تعمیر و تکمیل چاه‌های نفت و گاز با استفاده از دکل‌های تعمیر چاه‌ها، دستگاه‌های لوله مغزی سیار، دستگاه‌های مکنده، پمپ‌های تزریق اسید و مواد شیمیایی.
- عملیات تعمیر، تعویض، ترمیم، مانده‌یابی، بازسازی، تکمیل چاه و تجهیز دستگاه‌های درون چاهی و تأسیسات سرچاهی نفت و گاز.
- برنامه‌ریزی، ارائه خدمات مهندسی و مشاوره فنی حفاری.
- تعمیر، نگهداری، بازسازی، نوسازی، تعویض دستگاه‌ها و ماشین‌آلات حفاری، تأمین کالا و ابزار در گردش، مرتبط با فعالیت‌های حفاری و چاه‌پیمایی.[۱۴]